# جلیزی پایین
جلیزی پایین، روستایی در دهستان دالپری بخش موسیان شهرستان دهلران در استان ایلام ایران است.

## جمعیت
بر پایه سرشماری عمومی نفوس و مسکن در سال ۱۳۹۵، جمعیت این روستا برابر با ۱۷۳ نفر (۳۹ خانوار) بوده‌است.